# Germán Lux
Germán Darío Lux (né le 7 juin 1982 à Carcarañá, province de Santa Fe) est un footballeur international argentin évoluant à River Plate au poste de gardien de but.

## Palmarès

### en club
- CA River Plate
  - Vainqueur du Championnat de Clôture d'Argentine (2) : 2002, 2004

- Deportivo La Corogne
  - Vainqueur de la Liga Adelante (1) : 2012

### en sélection
- Argentine
  - Médaille d'or aux Jeux olympiques d'été de 2004
  - Vainqueur de la Coupe du monde des moins de 20 ans : 2001
  - Finaliste de la Coupe des confédérations : 2005